# أرماندو كاستيلاتزي
أرماندو كاستيلاتزي (بالإيطالية: Armando Castellazzi) (7 أكتوبر 1904 في ميلانو – 1968) لاعب كرة قدم إيطالي راحل كان يجيد اللعب في خط الوسط .
لعب طوال مسيرته الرياضية في نادي أمبروسيانا (1923-1936) .
لعب لصالح منتخب إيطاليا 3 مباريات دولية من دون تسجيل أي هدف في 1934 وقد شارك في بطولة كأس العالم لكرة القدم 1934 التي أقيمت في إيطاليا .